# 圣米格尔-杜塔普尤
圣米格尔-杜塔普尤（葡萄牙語：São Miguel do Tapuio）是巴西皮奥伊州的一个市镇。总面积5220.513平方公里，总人口19194人，人口密度3.7人/平方公里。